# مارتین ریوس
مارتین ریوس (انگلیسی: Martin Rios؛ زادهٔ ۲۴ مهٔ ۱۹۸۱) ورزشکار کرلینگ اهل سوئیس است.